# فرانک دی بوئر
فرانسیسکوس «فرانک» دی بوئر (هلندی: Franciscus "Frank" de Boer؛ زادهٔ ۱۵ مهٔ ۱۹۷۰) بازیکن فوتبال پیشین و سرمربی فوتبال اهل هلند است. دی بوئر بیشتر دوران بازیکنی خود را در آژاکس سپری کرد. در باشگاه آژاکس توانست پنج عنوان قهرمانی در اردیویسه، دو جام حذفی فوتبال هلند، سه جام یوهان کرایف، یک جام یوفا، یک عنوان قهرمانی در لیگ قهرمانان اروپا و در نهایت یک جام بین قاره‌ای فوتبال را برنده شود. پس از آژاکس، پنج فصل در بارسلونا بود و عنوان قهرمانی لا لیگا در فصل ۹۹–۱۹۹۸ را به دست آورد. پس از آن برای مدت کوتاهی در تیم‌های گالاتاسرای، رنجرز، الریان و الشمال بازی کرد.
دی بوئر در بین سال‌های ۱۹۹۰ تا ۲۰۰۴ برای تیم ملی هلند به میدان رفت. تعداد بازی‌های ملی او ۱۱۲ است. او کاپیتان نارنجی در جام جهانی ۱۹۹۸ و جام ملت‌های اروپا ۲۰۰۰ بود که در هر دو رقابت، هلند توانست به مرحلهٔ نیمه نهایی برسد. او برادر دوقلوی رونالد دی بوئر است که در تیم‌های آژاکس، بارسلونا، رنجرز، الریان، الشمال و تیم ملی هلند هم‌بازی بودند.
دی بوئر پس از پایان دوران بازیکنی، در آکادمی جوانان آژاکس به مربیگری پرداخت. وی همچنین در دوره‌ای دستیار برت فان مارویک در تیم ملی هلند بود. در دسامبر ۲۰۱۰، سرمربی آژاکس شد و توانست در اولین فصل حضورش در این تیم به قهرمانی اردیویسه برسد. در سال ۲۰۱۳، او جایزهٔ رینوس میشل را به عنوان بهترین مربی سال هلند و پس از کسب سومین قهرمانی اردیویسه با آژاکس دریافت کرد. یک‌سال بعد به اولین مربی تبدیل شد که چهار قهرمانی پیوسته لیگ برتر فوتبال هلند را به دست آورده‌است. وی در سال ۲۰۱۶ برای مدت کوتاهی در سری آ و تیم اینتر میلان به مربیگری پرداخت. همچنین او در سال ۲۰۱۷ سرمربی کریستال پالاس بود و در سال‌های ۲۰۱۹ و ۲۰۲۰ نیز در آتلانتا یونایتد در ام‌ال‌اس مربیگری کرد.
دی بوئر پس از انتخاب رونالد کومان به عنوان سرمربی بارسلونا، هدایت تیم ملی فوتبال هلند را برعهده گرفت.

## تیم‌های باشگاهی

### بارسلونا
در ژانویه ۱۹۹۹ فرانک و برادرش رونالد دی بوئر به تیم اسپانیایی بارسلونا پیوستند که سرمربی آن لوئی فان خال هلندی بود. با وجود موفقیت در لیگ و کسب قهرمانی لا لیگا در فصل ۹۹–۱۹۹۸؛ آن‌ها نتوانستند موفقیت‌های پیشین خود را تکرار کنند. در سال ۲۰۰۰ فان خال از هدایت بارسلونا اخراج شد و فرانک دی بوئر که آزمایش دوپینگ او به دلیل مصرف ماده ممنوعه ناندرولون مثبت اعلام شده بود با محرومیت یک ساله مواجه شد که البته پس از تجدیدنظر، محرومیت او به سه ماه کاهش یافت.

### سال‌های پایانی
دی بوئر در تابستان ۲۰۰۳ و برای مدت کوتاهی به گالاتاسرای پیوست. در ژانویه ۲۰۰۴، فرانک به برادرش رونالد در رنجرز پیوست. او در رنجرز ۱۷ بازی انجام داد و دو گل مقابل تیم‌های آبردین و داندی به ثمر رساند. برادران دی بوئر، رنجرز را پس از رقابت‌های جام ملت‌های اروپا ۲۰۰۴ ترک کردند و به تیم قطری الریان پیوستند. دی بوئر بازنشستگی خود از فوتبال را به‌طور رسمی در آوریل ۲۰۰۶ اعلام کرد.

## تیم ملی
دی بوئر ۱۱۲ بار برای تیم ملی کشورش به میدان رفت. زمانی رکورددار بیشترین تعداد بازی در تاریخ تیم ملی هلند بود که بعدها ادوین فن در سار از او پیشی گرفت. دی بوئر اولین بازی خود برای تیم ملی را در سپتامبر ۱۹۹۰ و مقابل ایتالیا انجام داد.
دی بوئر همچنین در رقابت‌های جام جهانی ۱۹۹۴ و ۱۹۹۸، جام ملت‌های اروپا ۱۹۹۲، ۲۰۰۰ و ۲۰۰۴، هلند را همراهی کرد. پاس زیبای او به دنیس برگکمپ در یک‌چهارم نهایی جام جهانی ۱۹۹۸ و گل دیرهنگام برگکمپ که حذف آرژانتین را به دنبال داشت هنوز در یادها باقی مانده‌است. در جام ملت‌های اروپا که در سال ۲۰۰۰ و در کشورهای هلند و بلژیک برگزار شد؛ تیم ملی هلند به نیمه نهایی راه یافت. در نیمه نهایی و در بازی مقابل ایتالیا، دی بوئر یک پنالتی حساس را از دست داد. در آن بازی که ایتالیا ۱۰ نفره بازی می‌کرد پنالتی دیگری نیز به سود هلند اعلام شد که پاتریک کلایورت نتوانست آن را به گل تبدیل کند. پس از تساوی در ۹۰ دقیقه و حفظ آن در دقایق اضافه، بازی به ضربات پنالتی کشیده شد که ایتالیا توانست هلند را شکست دهد و به این ترتیب هلند از این رقابت‌ها حذف شد.
در ۲۹ مارس ۲۰۰۳ و در بازی خانگی مقابل جمهوری چک، فرانک دی بوئر به اولین بازیکن مرد هلندی تبدیل شد که توانسته به ۱۰۰ بازی ملی برسد. دوران بازی‌های ملی دی بوئر پس از مصدومیت در یک‌چهارم نهایی جام ملت‌های اروپا ۲۰۰۴ و در بازی با سوئد به پایان رسید. مصدومیت باعث شد تا نتواند تیم ملی کشورش را که به نیمه نهایی این رقابت‌ها رسیده بود همراهی کند. هلند در نیمه نهایی مقابل پرتغال قرار گرفت و در پایان ۱–۲ شکست خورد.

## سبک بازی
دی بوئر یک بازیکن با استعداد و مدافعی در سطح کلاس جهانی بود. علاوه بر ویژگی‌های دفاعی، به سرعت بازی می‌کرد و به توانایی‌های فنی، پاسکاری دقیق و رهبری نیز معروف بود. این ویژگی‌ها به او این امکان را می‌داد تا توپ را از دفاع حرکت دهد و به مهاجمان برای حمله کمک کند. با ارسال توپ‌های بلند به مهاجمان، به آن‌ها اجازه می‌داد تا پیشروی کنند و با این کار به بازی تهاجمی تیمش کمک می‌کرد. او یک مدافع چپ‌پا همه‌کاره بود و هوش بازی‌خوانی خوبی داشت. دی بوئر می‌توانست توپ‌های سرگردان را در اختیار بگیرد و در موقعیت‌های دفاع وسط و دفاع چپ بازی کند و در برخی موارد نیز در نقش دفاع آخر به میدان می‌رفت. او همچنین به ضربه آزادهای خطرناکش که دقیق و حساب‌شده بود، مشهود بود.

## دوران مربی‌گری

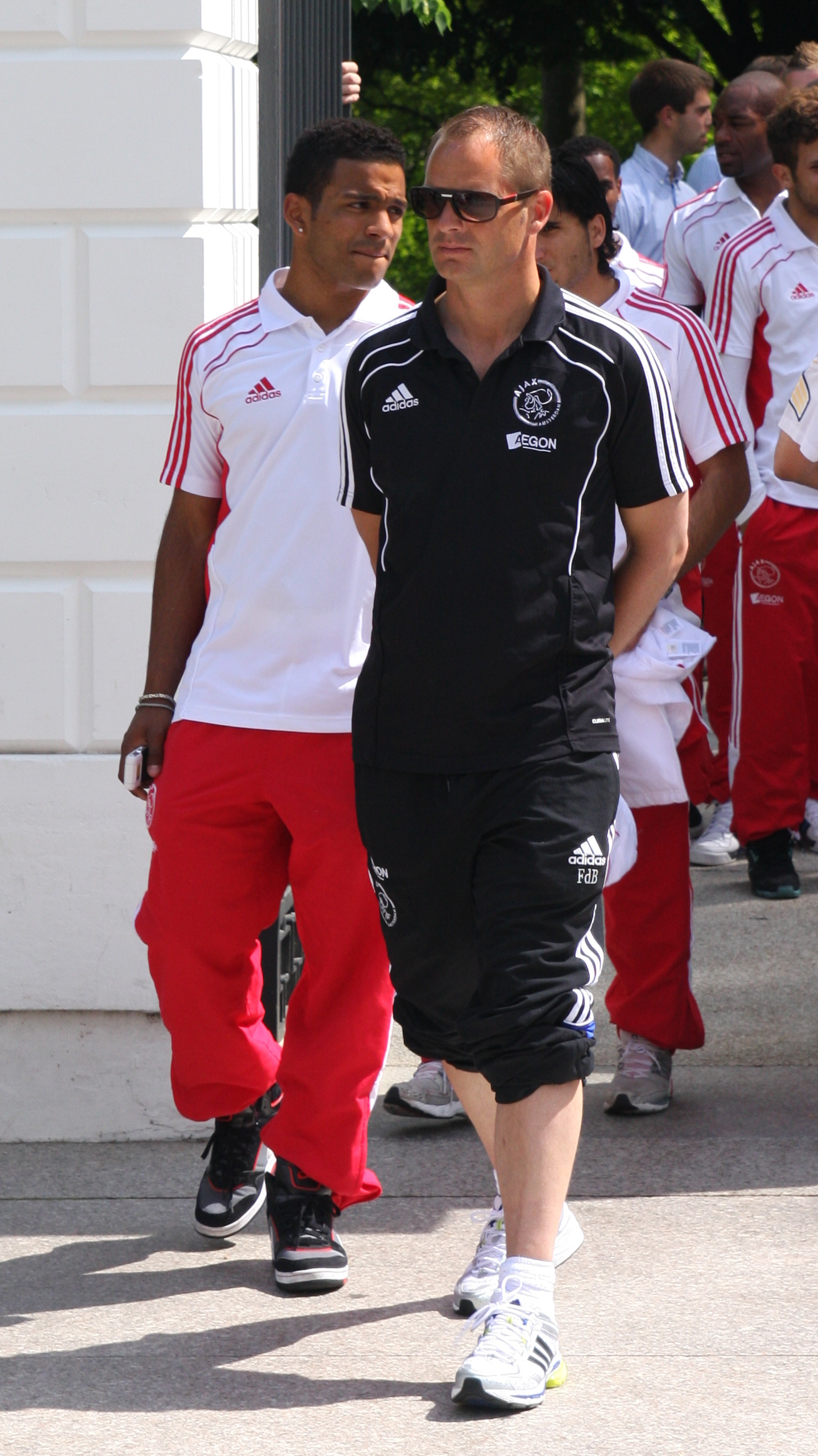
لورنزو ابسیلیو و فرانک دی بوئر

دی بوئر مربیگری را ازسال ۲۰۰۷ و در آکادمی جوانان آژاکس آغاز کرد. در جام جهانی ۲۰۱۰، او به همراه فیلیپ کوکو دستیار برت ون مارویک در تیم ملی فوتبال هلند بود. تیم ملی هلند در آن رقابت‌ها توانست به مرحلهٔ فینال برسد اما در نهایت به اسپانیا باخت.

### آژاکس
در ۶ دسامبر ۲۰۱۰ و پس از اخراج مارتین یول، دی بوئر به عنوان سرمربی موقت آژاکس انتخاب شد. اولین بازی او در لیگ قهرمانان اروپا و مقابل میلان بود که در سن سیرو برگزار شد. در آن بازی آژاکس موفق شد ۲–۰ و با گل‌های دمی دا زیو و توبی الدرویرلد به پیروزی برسد. آژاکس در هفتهٔ پایانی اردیویسه توانست قهرمان فصل پیش لیگ هلند، توئنته را با نتیجهٔ ۳–۱ شکست دهد و به عنوان قهرمانی لیگ فوتبال هلند در فصل ۱۱–۲۰۱۰ برسد. در واقع این قهرمانی، اولین دستاورد دی بوئر به عنوان سرمربی بود.
در ۲۷ آوریل ۲۰۱۴، دی بوئر چهارمین قهرمانی متوالی در لیگ فوتبال هلند را با تیم آژاکس به دست آورد. وی اولین سرمربی است که توانست در لیگ هلند به این دستاورد برسد. همچنین آژاکس نیز برای اولین بار توانست چهار قهرمانی پی‌درپی را جشن بگیرد. دی بوئر به‌طور کلی با آژاکس، نه قهرمانی در اردیویسه را به عنوان بازیکن و سرمربی به دست آورده که در مقایسه با یوهان کرایف، سیاک سوارت و جک رینولدز که هر کدام هشت قهرمانی به دست آورده‌اند، رکوردی دیگر برای او محسوب می‌شود. آژاکس فصل ۱۵–۲۰۱۴ را در مقام دوم با اختلاف ۱۷ امتیازی با تیم قهرمان که پی‌اس‌وی آیندهوون بود به پایان رساند.
در ۱۱ مه ۲۰۱۶، دی بوئر به همکاری خود با آژاکس پایان داد. این تصمیم پس از فصلی ناامیدکننده و ناکامی در قهرمانی لیگ گرفته شد.

### اینتر میلان
در تاریخ ۹ اوت ۲۰۱۶ و پس از خروج روبرتو مانچینی، فرانک دی بوئر با قراردادی سه ساله به عنوان سرمربی جدید اینتر میلان معرفی شد. نخستین بازی او به عنوان سرمربی اینتر، مسابقه‌ای دوستانه مقابل سلتیک و در قالب مسابقات جام بین‌المللی قهرمانان بود که در جمهوری ایرلند برگزار شد. اینتر توانست در آن بازی ۲–۰ پیروز شود.أ هیئت مدیره باشگاه اینتر برای تقویت ترکیب تیم، بازیکنان گران‌قیمتی مانند ژوآ ماریو و گابریل باربوسا را به خدمت گرفتند. این بازیکنان در زمان روبرتو مانچینی هم از اهداف این تیم بودند.
دی بوئر اولین بازی خود در لیگ را با نتیجهٔ ۲–۰ به کیه‌وو باخت. پس از بازی به دلیل استفاده از سیستم سه دفاعه مورد انتقاد قرار گرفت. سیستمی که پیش از آن هرگز در تیم قبلی خود آژاکس اجرا نکرده بود. روزنامه‌ای در میلان به نام کویره دلا سرا نیز تا جایی پیش رفت که عملکرد اینتر در مسابقه را فاجعه خواند. پس از آن بازی، اوضاع بهتر شد و اینتر توانست یک تساوی از بازی با پالرمو کسب کند و سه بازی بعدی را نیز با پیروزی به پایان برساند. این سه بازی مقابل تیم‌های پسکارا، یوونتوس و امپولی بود. پیروزی مقابل یوونتوس با تحسین همراه بود. دی بوئر در آن بازی با تعویض پریشیچ به جای ادر و گلزنی ایوان پریشیچ، اینتر توانست یوونتوس را شکست دهد. اما روند خوب اینتر ادامه نیافت و این تیم در بازی‌های بعدی خود مقابل رم، کالیاری و آتالانتا شکست خورد.
اینتر در لیگ اروپا نیز با مشکلاتی روبرو بود. این تیم، زیرنظر دی بوئر در اولین مسابقهٔ این رقابت‌ها با نتیجهٔ ۲–۰ و در ادامه نیز با نتیجهٔ ۳–۱ مقابل اسپارتا پراگ شکست خورد. در پایان، اینتر میلان با شش امتیاز که سه امتیاز آن در زمان دی بوئر و سه امتیاز دیگر پس از اخراج وی به دست آمد، در رتبهٔ چهارم مرحلهٔ گروهی لیگ اروپا قرار گرفت و از این رقابت‌ها حذف شد.
در ادامه و باخت در چهار بازی از پنج بازی انجام شده در سری آ و قرار گرفتن اینتر میلان در رتبهٔ دوازدهم؛ در نهایت پس از ۸۵ روز از انتخاب دی بوئر به عنوان سرمربی، در ۱ نوامبر ۲۰۱۶ اخراج شد. آخرین بازی وی به عنوان سرمربی اینتر در ۳۰ اکتبر ۲۰۱۶ و مقابل سمپدوریا بود که در پایان اینتر ۱–۰ شکست خورد. نکتهٔ قابل توجه این است که در جریان برگزاری مجمع عمومی اینتر در ۲۸ اکتبر و در مصاحبه‌ای مطبوعاتی، مایکل بولینگ بروک، مدیر ارشد اجرایی این باشگاه اعلام کرد که حمایتی ۱۰۰٪ از دی بوئر در اینتر وجود دارد. چند روز بعد نیز بولینگ بروک از سمت خود استعفا داد و ژیائو جون لیو نایب رئیس گروه سونینگ جایگزین بولینگ بروک شد.
دی بوئر معتقد بود که به زمان بیشتری برای مربیگری در اینتر نیاز داشت. او در حساب توییتر خود از هواداران و طرفداران تشکر کرد. استفانو پیولی، در ۸ نوامبر ۲۰۱۶ جایگزین فرانک دی بوئر شد.

### کریستال پالاس
فرانک دی بوئر در ۲۶ ژوئن ۲۰۱۷ و پس از اخراج سم الردایس، به عنوان سرمربی جدید کریستال پالاس معرفی شد. او با این باشگاه جنوب لندنی قراردادی سه ساله امضا کرد اما ده هفته پس از امضای قرارداد و بعد از شکست در چهار بازی اول لیگ برتر انگلیس، از سرمربیگری این تیم برکنار شد. به این ترتیب، کریستال پالاس به اولین تیمی تبدیل شد که در ۹۳ سال اخیر در لیگ انگلیس، مربی‌اش را تنها پس از چهار هفته اخراج کرده‌است. تنها پیروزی دی بوئر در دور دوم جام اتحادیه بود که کریستال پالاس توانست با نتیجهٔ ۲–۱، ایپسویچ تاون را شکست دهد. روی هاجسون، پس از اخراج دی بوئر هدایت کریستال پالاس را برعهده گرفت.
هنگامی که دی بوئر در کریستال پالاس بود، سعی در اجرای سبک بازی مبتنی بر مالکیت داشت. پس از برکناری، وی از بازیکنان این تیم به دلیل مقاومت در اجرای برنامه‌هایش انتقاد کرد؛ با این استدلال که باشگاه فقط دو بازیکن که با تفکرات وی همخوانی داشته باشد، جذب کرده‌است. ویلفرد زاها، وینگر کریستال پالاس دربارهٔ حضور کوتاه‌مدت فرانک دی بوئر در این تیم گفت: «ترکیب تیم، ترکیب مناسبی برای بازی موردنظر ما نبود».
ژوزه مورینیو با اشاره به ناکامی دی بوئر در کریستال پالاس، او را به عنوان «بدترین سرمربی تاریخ لیگ برتر انگلیس» توصیف کرد.

### آتلانتا یونایتد
در ۲۳ دسامبر ۲۰۱۸، دی بوئر به عنوان سرمربی جدید آتلانتا یونایتد معارفه شد. او جایگزین خراردو مارتینو شد تا به دومین سرمربی تاریخ آتلانتا یونایتد تبدیل شود. در فصل اول حضورش، این تیم توانست جام حذفی آمریکا و جام قهرمانان را برنده شود. در لیگ ام‌ال‌اس نیز آتلانتا یونایتد توانست کار خود را در مقام دوم به پایان برساند و به فینال کنفرانس شرق راه یابد.
در ۲۴ ژوئیه ۲۰۲۰، به دنبال برگزاری رقابت‌های بازگشت ام‌ال‌اس و باخت در هر سه مسابقهٔ این رقابت‌ها، باشگاه و دی بوئر به توافق دست یافتند تا به همکاری پایان دهند.

### هلند
در ۲۳ سپتامبر ۲۰۲۰، اتحادیه فوتبال سلطنتی هلند اعلام کرد که دی بوئر با قراردادی تا پایان سال ۲۰۲۲، سرمربی جدید تیم ملی هلند است.
در ۱۱ نوامبر ۲۰۲۰ و پس از تساوی ۱–۱ مقابل اسپانیا، دی بوئر به اولین سرمربی هلند تبدیل شد که نمی‌تواند در چهار دیدار اول خود پیروز شود.
دی بوئر در رقابت‌های یورو ۲۰۲۰ هدایت هلند را بر عهده داشت. تیم ملی هلند با شکست ۲–۰ مقابل جمهوری چک از این رقابت‌ها حذف شد. ۲۹ ژوئن ۲۰۲۱، اتحادیهٔ فوتبال سلطنتی هلند به همکاری با این سرمربی خاتمه داد.

## آمار

### باشگاهی
| باشگاه     | فصل       | لیگ               | لیگ  | لیگ | جام  | جام | جام لیگ | جام لیگ | قاره‌ای | قاره‌ای | سایر | سایر | مجموع | مجموع |
| باشگاه     | فصل       | دسته              | بازی | گل  | بازی | گل  | بازی    | گل      | بازی   | گل     | بازی | گل   | بازی  | گل    |
| ---------- | --------- | ----------------- | ---- | --- | ---- | --- | ------- | ------- | ------ | ------ | ---- | ---- | ----- | ----- |
| آژاکس      | ۱۹۸۹–۱۹۸۸ | اردیویسه          | ۲۷   | ۰   | ۲    | ۰   | –       | –       |        |        | –    | –    | ۲۹    | ۰     |
| آژاکس      | ۱۹۹۰–۱۹۸۹ | اردیویسه          | ۲۵   | ۰   | ۳    | ۰   | –       | –       | ۱      | ۰      | –    | –    | ۲۹    | ۰     |
| آژاکس      | ۱۹۹۱–۱۹۹۰ | اردیویسه          | ۳۴   | ۱   | ۲    | ۰   | –       | –       |        |        | –    | –    | ۳۶    | ۱     |
| آژاکس      | ۱۹۹۲–۱۹۹۱ | اردیویسه          | ۳۰   | ۱   | ۳    | ۰   | –       | –       | ۱۲     | ۰      | –    | –    | ۴۵    | ۱     |
| آژاکس      | ۱۹۹۳–۱۹۹۲ | اردیویسه          | ۳۴   | ۳   | ۵    | ۱   | –       | –       | ۸      | ۱      | –    | –    | ۴۷    | ۳     |
| آژاکس      | ۱۹۹۴–۱۹۹۳ | اردیویسه          | ۳۴   | ۱   | ۴    | ۲   | –       | –       | ۶      | ۱      | ۱    | ۱    | ۴۵    | ۵     |
| آژاکس      | ۱۹۹۵–۱۹۹۴ | اردیویسه          | ۳۴   | ۹   | ۳    | ۰   | –       | –       | ۱۰     | ۲      | ۱    | ۰    | ۴۸    | ۱۱    |
| آژاکس      | ۱۹۹۶–۱۹۹۵ | اردیویسه          | ۳۲   | ۳   | ۲    | ۰   | –       | –       | ۹      | ۱      | ۱    | ۱    | ۴۴    | ۵     |
| آژاکس      | ۱۹۹۷–۱۹۹۶ | اردیویسه          | ۳۲   | ۴   | ۰    | ۰   | –       | –       | ۹      | ۰      | ۱    | ۰    | ۴۲    | ۴     |
| آژاکس      | ۱۹۹۸–۱۹۹۷ | اردیویسه          | ۳۱   | ۵   | ۵    | ۲   | –       | –       | ۸      | ۲      | –    | –    | ۴۴    | ۹     |
| آژاکس      | ۱۹۹۹–۱۹۹۸ | اردیویسه          | ۱۵   | ۳   | ۱    | ۰   | –       | –       | ۶      | ۰      | –    | –    | ۲۲    | ۳     |
| آژاکس      | مجموع     | مجموع             | ۳۲۸  | ۳۰  | ۳۰   | ۵   | ۰       | ۰       | ۶۹     | ۷      | ۴    | ۲    | ۴۳۱   | ۴۴    |
| بارسلونا   | ۱۹۹۹–۱۹۹۸ | لا لیگا           | ۱۹   | ۲   | ۴    | ۲   | –       | –       |        |        | –    | –    | ۲۳    | ۴     |
| بارسلونا   | ۲۰۰۰–۱۹۹۹ | لا لیگا           | ۲۲   | ۰   | ۷    | ۰   | –       | –       | ۱۲     | ۲      | ۲    | ۰    | ۴۳    | ۲     |
| بارسلونا   | ۲۰۰۱–۲۰۰۰ | لا لیگا           | ۳۴   | ۳   | ۷    | ۱   | –       | –       | ۱۱     | ۱      | –    | –    | ۵۲    | ۵     |
| بارسلونا   | ۲۰۰۲–۲۰۰۱ | لا لیگا           | ۳۴   | ۰   | ۰    | ۰   | –       | –       | ۱۳     | ۰      | –    | –    | ۴۷    | ۰     |
| بارسلونا   | ۲۰۰۳–۲۰۰۲ | لا لیگا           | ۳۵   | ۰   | ۱    | ۰   | –       | –       | ۱۴     | ۳      | –    | –    | ۵۰    | ۳     |
| بارسلونا   | مجموع     | مجموع             | ۱۴۴  | ۵   | ۱۹   | ۳   | ۰       | ۰       | ۵۰     | ۶      | ۲    | ۰    | ۲۱۵   | ۱۴    |
| گالاتاسرای | ۲۰۰۴–۲۰۰۳ | سوپر لیگ          | ۱۵   | ۱   | ۰    | ۰   | ۰       | ۰       | ۶      | ۰      | –    | –    | ۲۱    | ۱     |
| رنجرز      | ۲۰۰۴–۲۰۰۳ | لیگ برتر اسکاتلند | ۱۵   | ۲   | ۱    | ۰   | ۱       | ۰       |        |        | –    | –    | ۱۷    | ۲     |
| الریان     | ۲۰۰۵–۲۰۰۴ | لیگ ستارگان قطر   | ۱۶   | ۵   |      |     |         |         |        |        | –    | –    | ۱۶    | ۵     |
| الشمال     | ۲۰۰۶–۲۰۰۵ | لیگ ستارگان قطر   | ۱    | ۰   |      |     |         |         |        |        | –    | –    | ۱     | ۰     |
| مجموع      | مجموع     | مجموع             | ۵۱۹  | ۴۳  | ۵۰   | ۸   | ۱       | ۰       | ۱۲۵    | ۱۳     | ۶    | ۲    | ۷۰۱   | ۶۶    |

### ملی

#### بازی‌های ملی
منبع:
| تیم ملی هلند |      |    |
| سال          | بازی | گل |
| ۱۹۹۰         | ۳    | ۰  |
| ۱۹۹۱         | ۲    | ۱  |
| ۱۹۹۲         | ۷    | ۰  |
| ۱۹۹۳         | ۷    | ۰  |
| ۱۹۹۴         | ۱۴   | ۰  |
| ۱۹۹۵         | ۶    | ۰  |
| ۱۹۹۶         | ۵    | ۱  |
| ۱۹۹۷         | ۶    | ۳  |
| ۱۹۹۸         | ۱۵   | ۱  |
| ۱۹۹۹         | ۷    | ۰  |
| ۲۰۰۰         | ۱۳   | ۴  |
| ۲۰۰۱         | ۶    | ۱  |
| ۲۰۰۲         | ۷    | ۱  |
| ۲۰۰۳         | ۱۰   | ۱  |
| ۲۰۰۴         | ۴    | ۰  |
| مجموع        | ۱۱۲  | ۱۳ |

#### گل‌های ملی
منبع:
| ردیف | تاریخ          | محل برگزاری                             | حریف       | گل چندم | نتیجه | رقابت                               |
| ---- | -------------- | --------------------------------------- | ---------- | ------- | ----- | ----------------------------------- |
| ۱    | ۵ ژوئن ۱۹۹۱    | ورزشگاه المپیک هلسینکی، هلسینکی، فنلاند | فنلاند     | ۱–۰     | ۱–۱   | مرحله مقدماتی جام ملت‌های اروپا ۱۹۹۲ |
| ۲    | ۹ نوامبر ۱۹۹۶  | ورزشگاه فیلیپس، آیندهوون، هلند          | ولز        | ۴–۱     | ۷–۱   | مقدماتی جام جهانی فوتبال ۱۹۹۸       |
| ۳    | ۲۹ مارس ۱۹۹۷   | ورزشگاه آمستردام آرنا، آمستردام، هلند   | سان مارینو | ۲–۰     | ۴–۰   | مقدماتی جام جهانی فوتبال ۱۹۹۸       |
| ۴    | ۲۹ مارس ۱۹۹۷   | ورزشگاه آمستردام آرنا، آمستردام، هلند   | سان مارینو | ۴–۰     | ۴–۰   | مقدماتی جام جهانی فوتبال ۱۹۹۸       |
| ۵    | ۳۰ آوریل ۱۹۹۷  | ورزشگاه سان مارینو، سرواله، سان مارینو  | سان مارینو | ۴–۰     | ۶–۰   | مقدماتی جام جهانی فوتبال ۱۹۹۸       |
| ۶    | ۱ ژوئن ۱۹۹۸    | ورزشگاه فیلیپس، آیندهوون، هلند          | پاراگوئه   | ۴–۱     | ۵–۱   | دوستانه                             |
| ۷    | ۴ ژوئن ۲۰۰۰    | ورزشگاه المپیک پونتواز، لوزان، سوئیس    | لهستان     | ۱–۰     | ۳–۱   | دوستانه                             |
| ۸    | ۱۱ ژوئن ۲۰۰۰   | ورزشگاه آمستردام آرنا، آمستردام، هلند   | چک         | ۱–۰     | ۱–۰   | جام ملت‌های اروپا ۲۰۰۰               |
| ۹    | ۲۱ ژوئن ۲۰۰۰   | ورزشگاه آمستردام آرنا، آمستردام، هلند   | فرانسه     | ۲–۲     | ۳–۲   | جام ملت‌های اروپا ۲۰۰۰               |
| ۱۰   | ۱۵ نوامبر ۲۰۰۰ | ورزشگاه المپیک سویا، سویل، اسپانیا      | اسپانیا    | ۲–۱     | ۲–۱   | دوستانه                             |
| ۱۱   | ۲ ژوئن ۲۰۰۱    | ورزشگاه آ. له کوک آرنا، تالین، استونی   | استونی     | ۱–۰     | ۴–۲   | مقدماتی جام جهانی فوتبال ۲۰۰۲       |
| ۱۲   | ۲۷ مارس ۲۰۰۲   | ورزشگاه فاینورد، روتردام، هلند          | اسپانیا    | ۱–۰     | ۱–۰   | دوستانه                             |
| ۱۳   | ۱۹ نوامبر ۲۰۰۳ | ورزشگاه آمستردام آرنا، آمستردام، هلند   | اسکاتلند   | ۵–۰     | ۶–۰   | مقدماتی جام ملت‌های اروپا ۲۰۰۴       |

### سرمربی
آمار تا ۱۸ نوامبر ۲۰۲۰
| تیم             | از              | تا              | آمار | آمار | آمار | آمار | آمار     |
| تیم             | از              | تا              | ت. ب | پ    | ت    | ب    | پیروزی % |
| --------------- | --------------- | --------------- | ---- | ---- | ---- | ---- | -------- |
| آژاکس           | ۶ دسامبر ۲۰۱۰   | ۱۱ مه ۲۰۱۶      | ۲۶۳  | ۱۵۸  | ۵۸   | ۴۷   | ۰۶۰      |
| اینتر میلان     | ۹ اوت ۲۰۱۶      | ۱ نوامبر ۲۰۱۶   | ۱۴   | ۵    | ۲    | ۷    | ۰۳۶      |
| کریستال پالاس   | ۲۶ ژوئن ۲۰۱۷    | ۱۱ سپتامبر ۲۰۱۷ | ۵    | ۱    | ۰    | ۴    | ۰۲۰      |
| آتلانتا یونایتد | ۲۳ دسامبر ۲۰۱۸  | ۲۴ ژوئیه ۲۰۲۰   | ۵۵   | ۳۱   | ۵    | ۱۹   | ۰۵۶      |
| هلند            | ۲۳ سپتامبر ۲۰۲۰ | ۲۹ ژوئن ۲۰۲۱    | ۱۵   | ۸    | ۴    | ۳    | ۰۵۳      |
| مجموع           | مجموع           | مجموع           | ۳۴۳  | ۱۹۷  | ۶۸   | ۷۸   | ۰۵۷      |

## افتخارات

### بازیکن[۷۰]
آژاکس
- لیگ برتر فوتبال هلند (۵): ۹۰–۱۹۸۹، ۹۴–۱۹۹۳، ۹۵–۱۹۹۴، ۹۶–۱۹۹۵، ۹۸–۱۹۹۷
- جام حذفی فوتبال هلند (۲): ۹۳–۱۹۹۲، ۹۸–۱۹۹۷
- جام یوهان کرایف (۳): ۱۹۹۳، ۱۹۹۴، ۱۹۹۵
- لیگ قهرمانان اروپا: ۹۵–۱۹۹۴
- لیگ اروپا: ۹۲–۱۹۹۱
- سوپرجام اروپا: ۱۹۹۵
- جام بین قاره‌ای فوتبال: ۱۹۹۵

بارسلونا
- لا لیگا: ۹۹–۱۹۹۸

الریان
- جام امیر قطر: ۲۰۰۵

هلند
- جام جهانی فوتبال مقام چهارم: ۱۹۹۸

فردی
- تیم سال اروپا اسپورت مدیا: ۹۶–۱۹۹۵[۷۱]
- تیم منتخب جام جهانی فوتبال: ۱۹۹۸[۷۲]
- تیم منتخب رقابت‌های جام ملت‌های اروپا: ۲۰۰۰[۷۳]
- پای طلایی: ۲۰۱۶، به عنوان اساطیر[۷۴]

### سرمربی
هلند
- جام جهانی فوتبال نایب قهرمان: ۲۰۱۰ (دستیار)

آژاکس
- لیگ برتر فوتبال هلند (۴): ۱۱–۲۰۱۰، ۱۲–۲۰۱۱، ۱۳–۲۰۱۲، ۱۴–۲۰۱۳
- جام یوهان کرایف: ۲۰۱۳

آتلانتا یونایتد
- جام قهرمانان: ۲۰۱۹
- جام حذفی آمریکا: ۲۰۱۹

فردی
- جایزه رینوس میشل: ۲۰۱۳، ۲۰۱۴